# Авилов (Константиновский район)
Ави́лов — хутор в Константиновском районе Ростовской области.
Административный центр Авиловского сельского поселения.

## География
Расположен на левом берегу реки Северский Донец.

## Население
| 2010 |
| ---- |
| 314  |

## Улицы
- Луговая улица
- Молодёжная улица
- Садовая улица
- Степная улица